# Manuel Malo de Molina
Manuel Malo de Molina y Hurtado (Guadix, 1819-Madrid, 1863) fue un abogado, arabista e historiador español, senador por la provincia de Cáceres durante el reinado de Isabel II.

## Biografía
Habría nacido en la localidad granadina de Guadix en 1819, en concreto el día 15 de marzo. Como arabista Manuel Malo de Molina y Hurtado es conocido sobre todo por su obra Viaje a la Argelia: Descripción geográfica y estadística del África francesa del desierto y de los árabes, con sus usos, costumbres, Religión y Literatura (Valencia: J. Ferrer de Orga, 1852) y por un gran trabajo histórico sobre Rodrigo Díaz de Vivar: El Cid. Rodrigo el campeador: Estudio histórico fundado en las noticias que sobre este héroe facilitan las crónicas y memorias árabes (1857), que le valió ser nombrado académico correspondiente de la Real Academia de la Historia. Las dos obras citadas, de bastante interés, han sido reeditadas en edición facsímil en 2000 y 2001 respectivamente. 
Participó en la Corona poética (1855) dedicada a Manuel José Quintana con un elogio escrito en prosa rimada árabe que tradujo él mismo. Entre su obra oratoria se conserva Del fuero privilegiado de la Hacienda Pública, discurso pronunciado en el Ateneo Científico y Literario de Madrid, curso 1862-63.
Su filiación política liberal y su amistad, probablemente desde la infancia, con el duque de Rivas le supusieron períodos de relevancia en la política y otros de destierros y dificultades. Como consecuencia pasó años en Argelia, entonces colonia francesa, adquiriendo dominio de la lengua árabe, de la que llegó a ser catedrático en España. Manuel Malo de Molina y Hurtado fue abogado de los tribunales del Reino, especializándose en temas contencioso-administrativos, especialmente en temas relacionados con la minería. Escribió un tratado titulado  Manual del minero español Madrid. Imprenta de D.J.Morales y Rodríguez. 1863, en el que abordaba todas las cuestiones relacionadas con la ley de minas entonces vigente, la promulgada en 1859. Falleció en Madrid el 11 de octubre de 1863. Fue senador por la provincia de Cáceres de 1844 a 1845.
Contrajo matrimonio con Luisa de Villavicencio, con quien tuvo cinco hijos. El mayor de ellos, Manuel Malo de Molina y Villavicencio (n. Almería, 1843, m. Madrid, año?), ingeniero de minas, fue autor, entre otras obras técnicas,  Bosquejo minero de la Sierra de Cartagena. Cartagena. Imprenta y Litografía de Montelís. 1872. Laboreo de Minas. Texto. 1889-1892. Laboreo de Minas. Atlas. 1892. Las dos últimas, Establecimiento Tipográfico Marcial Ventura. Cartagena.